# Hoher Gaif
Le Hoher Gaif est une montagne d'une altitude de 2 288 m dans le massif alpin du Wetterstein, en Allemagne.

## Géographie

### Situation
Le Hoher Gaif se situe dans le Blassenkamm, la crête orientale du Hochblassen.

## Ascension
Une ascension est possible depuis le nord depuis le Stuibensee jusqu'à la crête orientale du Hoher Gaif ou sur la voie d'escalade sur le Blassengrat jusqu'au Hochblassen.